# Tridenchthonius beieri
Tridenchthonius beieri är en spindeldjursart som beskrevs av Volker Mahnert 1983. Tridenchthonius beieri ingår i släktet Tridenchthonius och familjen Tridenchthoniidae. Inga underarter finns listade i Catalogue of Life.